# 苏烟水库
苏烟水库是中国广西壮族自治区玉林市境内的一座水库，位于南流江支流邓江上，建于1958年。水库正常库容为1175万立方米，集雨面积为15平方千米，海拔为135米。